# Thomas Archibald Sprague
Pour les articles homonymes, voir Sprague.
Thomas Archibald Sprague, né le 7 octobre 1877 à Édimbourg et mort le 22 octobre 1958 à Cheltenham (Angleterre), est un botaniste écossais.
Les genres botaniques Spraguea et Spragueanella lui doivent leur nom.